# Kantuccilisz hettita király
Kantuccilisz (Kantuzziliš, mKán-tu(-uz)-zi-li(-iš), DINGIRlim, dKán-li/iš) a hettita történelem egyik fontos, de igen kevéssé ismert alakja. Nem biztos, hogy a királyi család tagja, éppúgy kevéssé valószínű – de lehetséges több kutató véleménye szerint –, hogy uralkodott I. Muvatallisz és I. Tudhalijasz között.
Nem tudni, hogy Muvatalliszról hogyan szállt a trón utódjára, és ki volt ez az utód. Muvatallisz halálát egy palotai puccs okozta, amelyet Himuilisz, a palota alkalmazottainak vezetője robbantott ki, valamint részt vett benne az Arany Harciszekeresek parancsnoka, Kantuccilisz is. Kantuccilisz tehát magas pozíciót töltött be Muvatallisz alatt, eléggé magasat ahhoz, hogy a királyi családdal való rokonságát feltegyék, az Arany Harciszekerek parancsnoki tisztét korábban és később is több herceg töltötte be.
Otten 1982-ben felvetette, hogy utódja, Tudhalijasz Muvatallisz ifjabb fia lehetett. Erre egy olyan szöveget hoznak bizonyítékul, amelyben Muvatallisz meggyilkolásáról esik szó, és ebben az „anyád, a Királyné” fogalmazás áll. Csakhogy töredékessége miatt nem tudni, kihez beszél a szöveg, csak feltevés, hogy Tudhalijaszról, de elképzelhető, hogy Muvaszról, aki Muvatallisz alatt a GAL.MEŠEDI tisztséget töltötte be. Más elképzelések szerint Kantuccilisz volt I. Tudhalijasz apja. Ez esetben Kantuccilisz Muvatallisz testvére lehetett, mivel Tudhalijaszról azt állítják a hettita források, hogy nagyapja király volt.
Olyan álláspont is létezik, amely szerint Muvatallisznak egyáltalán nincs köze a hettita uralkodóházhoz, ebben az esetben I. Tudhalijasszal a korábbi jogos örökösödési ágra szállt vissza a hatalom. Ez esetben azonban nehezen magyarázható, hogy Kantuccilisz (a Muvatallisz által meggyilkolt Hantilisz fia) hogyan tölthetett be olyan magas udvari rangot, amelyben lehetősége volt sikeres palotaforradalomra.
Amennyiben Kantuccilisz király is volt, bizonyosan rövid ideig uralkodott. Tudhalijasz az apja halálával kapcsolatban azt írja: „istenné vált”. Az áldozati listák alapján viszont ez a királyi család nemuralkodó tagjaira is igaz. Ezenkívül Tudhalijaszról nem ismert, hogy apai vagy anyai ágon volt-e rokona a királyi háznak.